# Hosszúfarkú halak

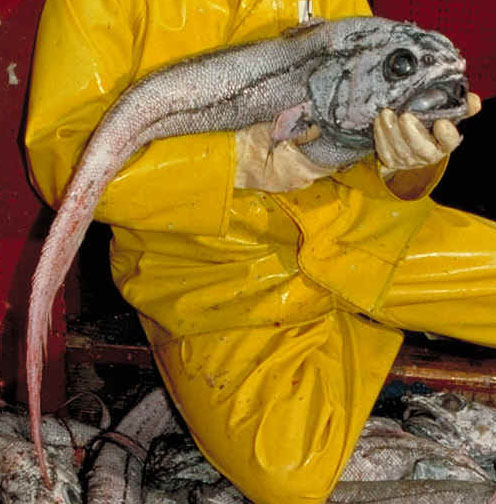
Albatrossia pectoralis

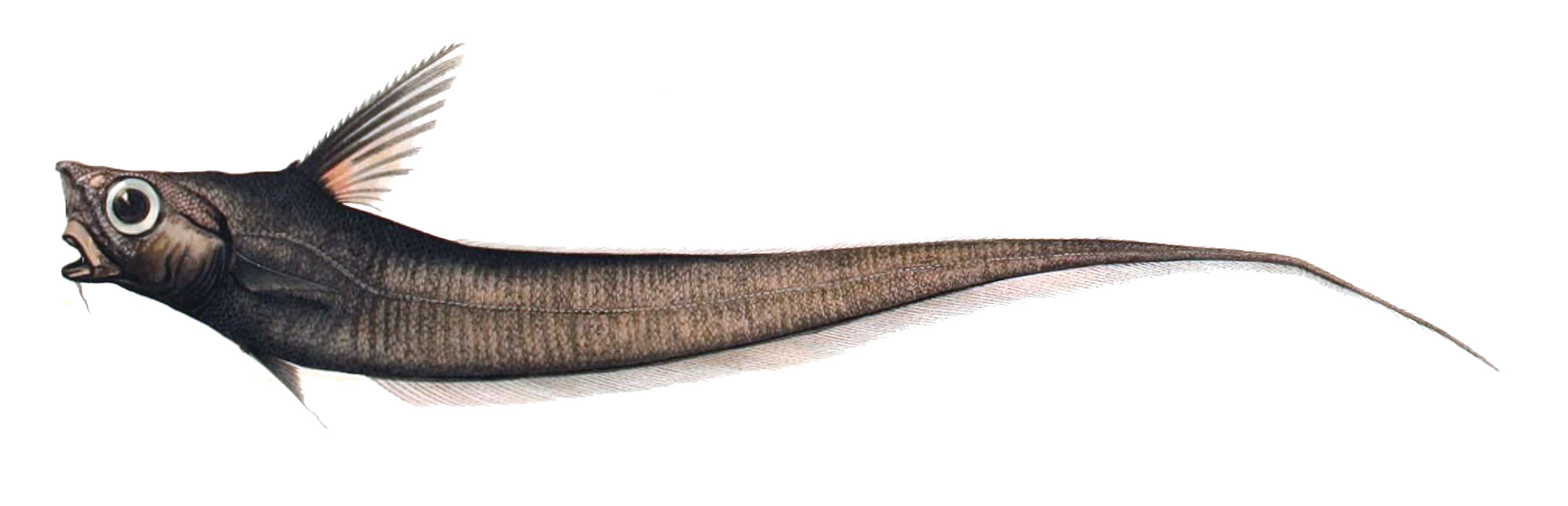
Nezumia sclerorhynchus

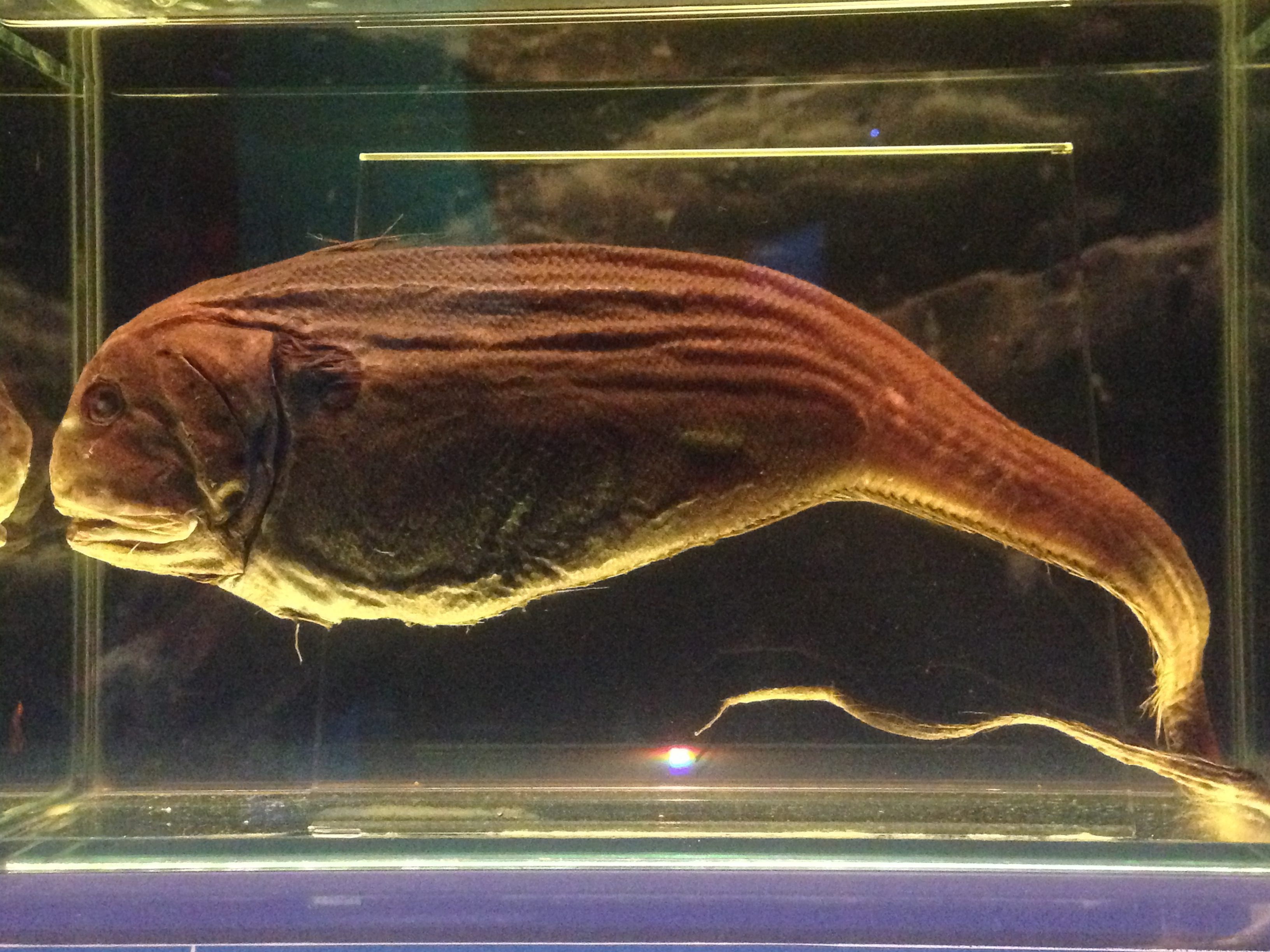
Odontomacrurus murrayi

A hosszúfarkú halak (Macrouridae) a sugarasúszójú halak (Actinopterygii) osztályának és a tőkehalalakúak (Gadiformes) rendjének egyik családja.
A hosszúfarkú halak családjába 35 élő halnem és 400 élő faj tartozik.

## Rendszerezés
A családba az alábbi 4 alcsalád és 35 halnem tartozik:
- Bathygadinae
  - Bathygadus Günther, 1878 - 13 faj
  - Gadomus Regan, 1903 - 13 faj
- Macrourinae
  - Albatrossia D. S. Jordan & C. H. Gilbert, 1898 - 1 faj
    - Albatrossia pectoralis (Gilbert, 1892)

  - Asthenomacrurus Sazonov & Shcherbachev, 1982 - 2 faj
  - Cetonurichthys Sazonov & Shcherbachev, 1982 - 1 faj
    - Cetonurichthys subinflatus Sazonov & Shcherbachev, 1982

  - Cetonurus Günther, 1887 - 2 faj
  - Coelorinchus Giorna, 1809 - 122 faj
  - Coryphaenoides Gunnerus, 1765  - 66 faj
  - Cynomacrurus Dollo, 1909 - 1 faj
    - Cynomacrurus piriei Dollo, 1909

  - Echinomacrurus Roule, 1916 - 2 faj
  - Haplomacrourus Trunov, 1980 - 1 faj
    - Haplomacrourus nudirostris Trunov, 1980

  - Hymenocephalus Giglioli in Giglioli & Issel, 1884 - 23 faj
  - Hymenogadus C. H. Gilbert & C. L. Hubbs, 1920 - 2 faj
  - Kumba N. B. Marshall, 1973 - 8 faj
  - Kuronezumia Iwamoto, 1974 - 5 faj
  - Lepidorhynchus J. Richardson, 1846 - 1 faj
    - Lepidorhynchus denticulatus Richardson, 1846

  - Lucigadus C. H. Gilbert & C. L. Hubbs, 1920 - 7 faj
  - Macrosmia Merrett, Sazonov & Shcherbachev, 1983 - 1 faj
    - Macrosmia phalacra Merrett, Sazonov & Shcherbachev, 1983

  - Macrourus Bloch, 1786 - 5 faj
  - Malacocephalus Günther, 1862 - 7 faj
  - Mataeocephalus C. Berg, 1898 - 6 faj
  - Mesobius C. L. Hubbs & Iwamoto, 1977 - 2 faj
  - Nezumia D. S. Jordan in Jordan & Starks, 1904 - 53 faj
  - Odontomacrurus Norman, 1939 - 1 faj
    - Odontomacrurus murrayi Norman, 1939

  - Paracetonurus Marshall, 1973 - 1 faj
    - Paracetonurus flagellicauda (Koefoed, 1927)

  - Pseudocetonurus Sazonov & Shcherbachev, 1982 - 1 faj
    - Pseudocetonurus septifer Sazonov & Shcherbachev, 1982

  - Pseudonezumia Okamura, 1970 - 4 faj
  - Sphagemacrurus Fowler, 1925 - 6 faj
  - Spicomacrurus Okamura, 1970 - 4 faj
  - Trachonurus Günther, 1887 - 6 faj
  - Ventrifossa C. H. Gilbert & C. L. Hubbs, 1920 - 24 faj
- Macrouroidinae
  - Macrouroides H. M. Smith & Radcliffe, 1912 - 1 faj
    - Macrouroides inflaticeps Smith & Radcliffe, 1912

  - Squalogadus C. H. Gilbert & C. L. Hubbs, 1916 - 1 faj
    - Squalogadus modificatus Gilbert & Hubbs, 1916
- Trachyrincinae
  - Idiolophorhynchus Sazonov, 1981 - 1 faj
    - Idiolophorhynchus andriashevi Sazonov, 1981

  - Trachyrincus Giorna, 1809 - 6 faj